# Bipyridine
Bipyridines vormen een groep organische verbindingen met de formule(C5H4N)2. De basis van het systeem ontstaat door 2 pyridine-ringen aan elkaar te koppelen. Hoewel er 6 bipyridines mogelijk zijn, zijn er slechts twee van praktisch belang: 2,2'-bipyridine is een veel gebruikte ligand in de complexometrie. 4,4'-bipyridine is een uitgangsstof voor de bereiding van het herbicide paraquat. Bipyridines zijn kleurloze of witte, vaste stoffen die oplosbaar zijn in organische oplosmiddelen, maar slechts matig in water.

## 2,2'-bipyridine
2,2'-bipyridine is een ligand die complexen vormt met ionen van vrijwel alle overgangsmetalen. Veel van deze complexen hebben uitzonderlijke eigenschappen en zijn van betekenis in de analytische chemie. 2,2'-Bipyridine is uitgangsstof voor Diquat.

## 3,4'-bipyridine
De 3,4'-bipyridinederivativen inamrinone en milrinone worden soms gebruikt bij de behandeling van hartfalen.

## 4,4'-bipyridine
4,4'-bipyridine (afgekort tot 4,4'-bipy) wordt voornamelijk gebruikt als uitgangsstof voor N,N'-dimethyl-4,4'-bipyridinium dikation, een stof die vooral bekend is onder de naam paraquat. Deze verbinding is actief in redoxreacties, de giftige eigenschappen van de verbinding zijn direct gerelateerd aan de mogelijkheid om te interfereren met biologische elektronoverdrachten. Vanwege zijn structuur is 4,4'-bipyridine in staat coördinatie-bruggen te vormen tussen twee metalen, waarbij coördinatiepolymeren worden gevormd.